# Liste der Radio-Tatort-Folgen

Das Logo der Serie

Die Liste der Radio-Tatort-Folgen enthält alle bisherigen und angekündigten Hörfunk-Folgen des Radio-Tatorts.

## Liste
| Nr. | Name der Folge                                 | Ermittler (Sprecher) | Fall | Stadt                              | Autor                                                                                     | Regie                                | Produzent    | Erstausstrahlung |
| --- | ---------------------------------------------- | --- | ---- | ---------------------------------- | ----------------------------------------------------------------------------------------- | ------------------------------------ | ------------ | ---------------- |
| 001 | Der Emir                                       | Hauptkommissar Nadir Taraki (Baki Davrak)                                                                                          | 1    | Düsseldorf                         | Peter Meisenberg                                                                          | Thomas Leutzbach                     | WDR          | Jan. 2008        |
| 002 | Schöne Aussicht                                | Jost Fischer (Hilmar Eichhorn) Annika de Beer (Nele Rosetz)                                                                        | 1    | Magdeburg                          | Volkmar Röhrig                                                                            | Götz Fritsch                         | MDR          | Feb. 2008        |
| 003 | Himmelreich und Höllental                      | Hauptkommissarin Nina Brändle (Karoline Eichhorn) Kriminaloberrat Xaver Finkbeiner (Ueli Jäggi)                                    | 1    | Stuttgart                          | Christine Lehmann                                                                         | Günter Maurer                        | SWR          | März 2008        |
| 004 | Schmutzige Wäsche                              | V-Mann Jac Garthmann (Martin Reinke) Kriminalhauptkommissarin Bettina Breuer (Sandra Borgmann)                                     | 1    | Hamburg                            | Frank Göhre                                                                               | Norbert Schaeffer                    | NDR          | Apr. 2008        |
| 005 | Schrei der Gänse                               | Hauptkommissarin Claudia Evernich (Marion Breckwoldt) Staatsanwalt Dr. Kurt Gröninger (Markus Meyer)                               | 1    | Bremen                             | John von Düffel                                                                           | Christiane Ohaus                     | Radio Bremen | Mai 2008         |
| 006 | Irmis Ehre                                     | Polizeiobermeister Rudi Egger (Florian Karlheim) Polizeiobermeisterin Senta Pollinger (Brigitte Hobmeier)                          | 1    | Bruck am Inn (fiktiv)              | Robert Hültner                                                                            | Ulrich Lampen                        | BR           | Juni 2008        |
| 007 | Mordlauf                                       | Hauptkommissarin Nina Brändle (Karoline Eichhorn) Kriminaloberrat Xaver Finkbeiner (Ueli Jäggi)                                    | 2    | Stuttgart                          | Christine Lehmann                                                                         | Günter Maurer                        | SWR          | Juli 2008        |
| 008 | Verhandlungssache                              | Hauptkommissar Nadir Taraki (Baki Davrak)                                                                                          | 2    | Düsseldorf / Bielefeld             | Peter Meisenberg                                                                          | Thomas Leutzbach                     | WDR          | Aug. 2008        |
| 009 | Krim-Krieg in Wiesbaden                        | Fotograf Camillo Falk (Peter Fitz) Hauptkommissar Raimund Falk (Peter Jordan)                                                      | 1    | Wiesbaden                          | Roland Schimmelpfennig                                                                    | Niki Stein                           | hr           | Sep. 2008        |
| 010 | Gewehr bei Fuß                                 | Hauptkommissar Michel Paquet (André Jung) Hauptkommissarin Kathrin Krämer (Marie-Lou Sellem)                                       | 1    | Saarlouis                          | Erhard Schmied                                                                            | Stefan Dutt                          | SR           | Okt. 2008        |
| 011 | Abriss                                         | Hauptkommissarin Katharina Holz (Eva Kryll) Oberkommissar Alexander Polanski (Alexander Khuon)                                     | 1    | Berlin                             | Tom Peuckert                                                                              | Robert Schoen                        | rbb          | Nov. 2008        |
| 012 | Tod eines Tauchers                             | V-Mann Jac Garthmann (Martin Reinke) Kriminalhauptkommissarin Bettina Breuer (Sandra Borgmann)                                     | 2    | Büsum / Hamburg                    | Matthias Wittekindt                                                                       | Norbert Schaeffer                    | NDR          | Dez. 2008        |
| 013 | Staatsfeinde                                   | Hauptkommissar Nadir Taraki (Baki Davrak)                                                                                          | 3    | Bonn                               | Peter Meisenberg                                                                          | Thomas Leutzbach                     | WDR          | Jan. 2009        |
| 014 | Falsches Herz                                  | Hauptkommissarin Nina Brändle (Karoline Eichhorn) Kriminaloberrat Xaver Finkbeiner (Ueli Jäggi)                                    | 3    | Stuttgart                          | Friedrich Ani, Uta-Maria Heim                                                             | Günter Maurer                        | SWR          | Feb. 2009        |
| 015 | Hexenjagd                                      | Polizeiobermeister Rudi Egger (Florian Karlheim) Polizeiobermeisterin Senta Pollinger (Brigitte Hobmeier)                          | 2    | Bruck am Inn (fiktiv)              | Robert Hültner                                                                            | Ulrich Lampen                        | BR           | März 2009        |
| 016 | Laute und leise weibliche Schreie              | Fotograf Camillo Falk (Peter Fitz) Hauptkommissar Raimund Falk (Peter Jordan)                                                      | 2    | Wiesbaden                          | Helmut Krausser                                                                           | Leonhard Koppelmann                  | hr           | Apr. 2009        |
| 017 | Die Unsichtbare                                | Hauptkommissarin Claudia Evernich (Marion Breckwoldt) Staatsanwalt Dr. Kurt Gröninger (Markus Meyer)                               | 2    | Bremen                             | John von Düffel                                                                           | Christiane Ohaus                     | Radio Bremen | Mai 2009         |
| 018 | Kein Feuer so heiß                             | Hauptkommissar Michel Paquet (André Jung) Hauptkommissarin Kathrin Krämer (Marie-Lou Sellem)                                       | 2    | Saarlouis                          | Madeleine Giese                                                                           | Stefan Dutt                          | SR           | Juni 2009        |
| 019 | Die gelben Laster                              | V-Mann Jac Garthmann (Martin Reinke) Kriminalhauptkommissarin Bettina Breuer (Sandra Borgmann)                                     | 3    | Hamburg                            | Matthias Wittekindt                                                                       | Norbert Schaeffer                    | NDR          | Juli 2009        |
| 020 | Offene Rechnung                                | Hauptkommissar Nadir Taraki (Baki Davrak)                                                                                          | 4    | Düsseldorf / Meschede              | Peter Meisenberg                                                                          | Claudia Johanna Leist                | WDR          | Aug. 2009        |
| 021 | Schlusslicht                                   | Hauptkommissar Jost Fischer (Hilmar Eichhorn) Kommissarin Annika de Beer (Nele Rosetz)                                             | 2    | Magdeburg                          | Thilo Reffert                                                                             | Götz Fritsch                         | MDR          | Sep. 2009        |
| 022 | Kaltfront                                      | Hauptkommissarin Katharina Holz (Eva Kryll) Oberkommissar Alexander Polanski (Alexander Khuon)                                     | 2    | Berlin                             | Wolfgang Zander                                                                           | Andrea Getto                         | rbb          | Okt. 2009        |
| 023 | Dienstschluss                                  | Polizeiobermeister Rudi Egger (Florian Karlheim) Polizeiobermeisterin Senta Pollinger (Brigitte Hobmeier)                          | 3    | Bruck am Inn (fiktiv)              | Robert Hültner                                                                            | Ulrich Lampen                        | BR           | Nov. 2009        |
| 024 | Schlössers Geheimnis oder Frauen morden anders | Kriminalhauptkommissarin Nina Brändle (Karoline Eichhorn) Kriminaloberrat Xaver Finkbeiner (Ueli Jäggi)                            | 4    | Stuttgart                          | Felix Huby                                                                                | Robert Schoen                        | SWR          | Dez. 2009        |
| 025 | Störtebekers Rache                             | V-Mann Jac Garthmann (Martin Reinke) Kriminalhauptkommissarin Bettina Breuer (Sandra Borgmann)                                     | 4    | Hamburg                            | Matthias Wittekindt                                                                       | Norbert Schaeffer                    | NDR          | Jan. 2010        |
| 026 | Testosteron                                    | Hauptkommissar Nadir Taraki (Mark Waschke)                                                                                         | 5    | Düsseldorf                         | Peter Freiberg                                                                            | Claudia Johanna Leist                | WDR          | Feb. 2010        |
| 027 | Finkbeiners Geburtstag                         | Kriminalhauptkommissarin Nina Brändle (Karoline Eichhorn) Kriminaloberrat Xaver Finkbeiner (Ueli Jäggi)                            | 5    | Stuttgart                          | Hugo Rendler                                                                              | Mark Ginzler                         | SWR          | März 2010        |
| 028 | rot ist tot                                    | Camillo Falk (Peter Fitz) Raimund Falk (Peter Jordan)                                                                              | 3    | Wiesbaden                          | Gesine Danckwart                                                                          | Leonhard Koppelmann                  | hr           | Apr. 2010        |
| 029 | Das fünfte Gebot                               | Claudia Evernich (Marion Breckwoldt) Dr. Kurt Gröninger (Markus Meyer)                                                             | 3    | Bremen                             | John von Düffel                                                                           | Christiane Ohaus                     | Radio Bremen | Mai 2010         |
| 030 | Hoffnungsschimmer                              | Michel Paquet (André Jung) Kathrin Krämer (Marie-Lou Sellem)                                                                       | 3    | Saarlouis                          | Erhard Schmied                                                                            | Stefan Dutt                          | SR           | Juni 2010        |
| 031 | Casa Solar                                     | Katharina Holz (Eva Kryll) Alexander Polanski (Alexander Khuon)                                                                    | 3    | Berlin                             | Tom Peuckert                                                                              | Sven Stricker                        | rbb          | Juli 2010        |
| 032 | Warlords                                       | Hauptkommissar Nadir Taraki (Mark Waschke)                                                                                         | 6    | Düsseldorf                         | Thomas Koch                                                                               | Claudia Johanna Leist                | WDR          | Aug. 2010        |
| 033 | Engelsstaub                                    | Jost Fischer (Hilmar Eichhorn) Annika de Beer (Nele Rosetz)                                                                        | 3    | Magdeburg                          | Thilo Reffert                                                                             | Götz Fritsch                         | MDR          | Sep. 2010        |
| 034 | Sinti-Jazz                                     | Nina Brändle (Karoline Eichhorn) Xaver Finkbeiner (Ueli Jäggi)                                                                     | 6    | Stuttgart                          | Hugo Rendler                                                                              | Mark Ginzler                         | SWR          | Okt. 2010        |
| 035 | Unter sticht Ober                              | Rudi Egger (Florian Karlheim) Senta Pollinger (Brigitte Hobmeier)                                                                  | 4    | Bruck am Inn (fiktiv)              | Robert Hültner                                                                            | Ulrich Lampen                        | BR           | Nov. 2010        |
| 036 | Schlick                                        | Jac Garthmann (Martin Reinke) Bettina Breuer (Sandra Borgmann)                                                                     | 5    | Hamburg                            | Elisabeth Herrmann                                                                        | Sven Stricker                        | NDR          | Dez. 2010        |
| 037 | Gute Besserung                                 | Michel Paquet (André Jung) Kathrin Krämer (Marie-Lou Sellem)                                                                       | 4    | Saarlouis                          | Erhard Schmied                                                                            | Stefan Dutt                          | SR           | Jan. 2011        |
| 038 | As tears go by                                 | Hauptkommissar Nadir Taraki (Mark Waschke)                                                                                         | 7    | Düsseldorf                         | Peter Freiberg                                                                            | Claudia Johanna Leist                | WDR          | Feb. 2011        |
| 039 | Vanitas                                        | Rudi Egger (Florian Karlheim) Senta Pollinger (Brigitte Hobmeier)                                                                  | 5    | Bruck am Inn (fiktiv)              | Robert Hültner                                                                            | Ulrich Lampen                        | BR           | März 2011        |
| 040 | Totalverlust                                   | Jac Garthmann (Martin Reinke) Bettina Breuer (Sandra Borgmann)                                                                     | 6    | Hamburg                            | Matthias Wittekindt                                                                       | Sven Stricker                        | NDR          | Apr. 2011        |
| 041 | Blutoper                                       | Nina Brändle (Karoline Eichhorn) Xaver Finkbeiner (Ueli Jäggi)                                                                     | 7    | Stuttgart                          | Christine Lehmann                                                                         | Mark Ginzler                         | SWR          | Mai 2011         |
| 042 | Wer sich umdreht oder lacht …                  | Claudia Evernich (Marion Breckwoldt) Dr. Kurt Gröninger (Markus Meyer)                                                             | 4    | Bremen                             | John von Düffel                                                                           | Christiane Ohaus                     | Radio Bremen | Juni 2011        |
| 043 | Dreizehn                                       | Katharina Holz (Eva Kryll) Alexander Polanski (Alexander Khuon)                                                                    | 4    | Berlin                             | Wolfgang Zander                                                                           | Wolfgang Rindfleisch                 | rbb          | Juli 2011        |
| 044 | Ehrbare Töchter                                | Hauptkommissar Nadir Taraki (Mark Waschke)                                                                                         | 8    | Duisburg                           | Thomas Koch                                                                               | Claudia Johanna Leist                | WDR          | Aug. 2011        |
| 045 | Fischers Fall                                  | Jost Fischer (Hilmar Eichhorn) Annika de Beer (Nele Rosetz)                                                                        | 4    | Magdeburg                          | Thilo Reffert                                                                             | Götz Fritsch                         | MDR          | Sep. 2011        |
| 046 | Abschaum                                       | Nebe (Sebastian Blomberg) | 1    | Rotenburg an der Fulda             | Friedemann Schulz                                                                         | Harald Krewer                        | hr           | Okt. 2011        |
| 047 | Versunkene Gräber                              | Jac Garthmann (Martin Reinke) Bettina Breuer (Sandra Borgmann)                                                                     | 7    | Hamburg                            | Elisabeth Herrmann                                                                        | Sven Stricker                        | NDR          | Nov. 2011        |
| 048 | Unter Verdacht                                 | Rudi Egger (Florian Karlheim) Senta Pollinger (Brigitte Hobmeier)                                                                  | 6    | Bruck am Inn (fiktiv)              | Robert Hültner                                                                            | Ulrich Lampen                        | BR           | Dez. 2011        |
| 049 | Der lachende Tod                               | Michel Paquet (André Jung) Kathrin Krämer (Marie-Lou Sellem)                                                                       | 5    | Saarlouis                          | Madeleine Giese                                                                           | Stefan Dutt                          | SR           | Feb. 2012        |
| 050 | Noch nicht mal Mord                            | Scholz (Uwe Ochsenknecht) Felix Lenz (Matthias Leja) Georg Latotzke (Sönke Möhring) Nadir Taraki (Mark Waschke) Kurzauftritt       | 1    | Hamm                               | Dirk Schmidt                                                                              | Claudia Johanna Leist                | WDR          | März 2012        |
| 051 | Die blaue Jacht                                | Jac Garthmann (Martin Reinke) Bettina Breuer (Sandra Borgmann)                                                                     | 8    | Hamburg                            | Matthias Wittekindt                                                                       | Sven Stricker                        | NDR          | Apr. 2012        |
| 052 | Ein klarer Fall                                | Claudia Evernich (Marion Breckwoldt) Dr. Kurt Gröninger (Markus Meyer)                                                             | 5    | Bremen                             | John von Düffel                                                                           | Christiane Ohaus                     | Radio Bremen | Mai 2012         |
| 053 | Touristen                                      | Alexander Polanski (Alexander Khuon)                                                                                               | 5    | Berlin                             | Tom Peuckert                                                                              | Nikolai von Koslowski                | rbb          | Juni 2012        |
| 054 | Altes Eisen                                    | Jost Fischer (Hilmar Eichhorn) Annika de Beer (Nele Rosetz)                                                                        | 5    | Magdeburg                          | Thilo Reffert                                                                             | Götz Fritsch                         | MDR          | Juli 2012        |
| 055 | Baginsky                                       | Scholz (Uwe Ochsenknecht) Felix Lenz (Matthias Leja) Georg Latotzke (Sönke Möhring)                                                | 2    | Hamm                               | Dirk Schmidt                                                                              | Claudia Johanna Leist                | WDR          | Aug. 2012        |
| 056 | Tödliche Kunst                                 | Nina Brändle (Karoline Eichhorn) Xaver Finkbeiner (Ueli Jäggi)                                                                     | 8    | Stuttgart                          | Katja Röder, Fred Breinersdorfer                                                          | Walter Adler                         | SWR          | Sep. 2012        |
| 057 | Vorahnung                                      | Nebe (Sebastian Blomberg) | 2    | Rotenburg an der Fulda             | Friedemann Schulz                                                                         | Harald Krewer                        | hr           | Okt. 2012        |
| 058 | Der Stalker                                    | Rudi Egger (Florian Karlheim) Senta Pollinger (Brigitte Hobmeier)                                                                  | 7    | Bruck am Inn (fiktiv)              | Robert Hültner                                                                            | Ulrich Lampen                        | BR           | Nov. 2012        |
| 059 | Chicken Highway                                | Jac Garthmann (Martin Reinke) Bettina Breuer (Sandra Borgmann)                                                                     | 9    | Hamburg                            | Elisabeth Herrmann                                                                        | Sven Stricker                        | NDR          | Dez. 2012        |
| 060 | Kontermann                                     | Scholz (Uwe Ochsenknecht) Felix Lenz (Matthias Leja) Georg Latotzke (Sönke Möhring)                                                | 3    | Hamm                               | Dirk Schmidt                                                                              | Claudia Johanna Leist                | WDR          | Jan. 2013        |
| 061 | Der Schläfer                                   | Nina Brändle (Karoline Eichhorn) Xaver Finkbeiner (Ueli Jäggi)                                                                     | 9    | Stuttgart                          | Katja Röder, Fred Breinersdorfer                                                          | Walter Adler                         | SWR          | Feb. 2013        |
| 062 | Grüße aus Fukushima                            | Michel Paquet (André Jung) Amelie Gentner (Brigitte Urhausen)                                                                      | 6    | Saarlouis                          | Erhard Schmied                                                                            | Stefan Dutt                          | SR           | März 2013        |
| 063 | Fördewind                                      | Jac Garthmann (Martin Reinke) Bettina Breuer (Sandra Borgmann)                                                                     | 10   | Hamburg                            | Sabine Stein                                                                              | Sven Stricker                        | NDR          | Apr. 2013        |
| 064 | Geisterstunde                                  | Claudia Evernich (Marion Breckwoldt) Dr. Kurt Gröninger (Markus Meyer)                                                             | 6    | Bremen                             | John von Düffel                                                                           | Christiane Ohaus                     | Radio Bremen | Mai 2013         |
| 065 | Du bist tot                                    | Alexander Polanski (Alexander Khuon)                                                                                               | 6    | Berlin                             | Wolfgang Zander                                                                           | Nikolai von Koslowski                | rbb          | Juni 2013        |
| 066 | Väter und Töchter                              | Jost Fischer (Hilmar Eichhorn) Annika de Beer (Nele Rosetz)                                                                        | 6    | Magdeburg                          | Thilo Reffert                                                                             | Götz Fritsch                         | MDR          | Juli 2013        |
| 067 | Currykill                                      | Scholz (Uwe Ochsenknecht) Felix Lenz (Matthias Leja) Georg Latotzke (Sönke Möhring)                                                | 4    | Hamm                               | Dirk Schmidt                                                                              | Claudia Johanna Leist                | WDR          | Aug. 2013        |
| 068 | Ans Wasser!                                    | Jac Garthmann (Martin Reinke) Bettina Breuer (Sandra Borgmann)                                                                     | 11   | Hamburg                            | Elisabeth Herrmann                                                                        | Sven Stricker                        | NDR          | Sep. 2013        |
| 069 | Das grüne Zimmer                               | Nebe (Sebastian Blomberg) | 3    | Rotenburg an der Fulda             | Friedemann Schulz                                                                         | Thomas Wolfertz                      | hr           | Okt. 2013        |
| 070 | Wasser bis zum Hals                            | Rudi Egger (Florian Karlheim) Senta Pollinger (Brigitte Hobmeier)                                                                  | 8    | Bruck am Inn (fiktiv)              | Robert Hültner                                                                            | Ulrich Lampen                        | BR           | Nov. 2013        |
| 071 | Anatomie des Todes                             | Nina Brändle (Karoline Eichhorn) Xaver Finkbeiner (Ueli Jäggi)                                                                     | 10   | Stuttgart                          | Katja Röder, Fred Breinersdorfer                                                          | Walter Adler                         | SWR          | Dez. 2013        |
| 072 | Wilde Tiere                                    | Nina Brändle (Karoline Eichhorn) Xaver Finkbeiner (Ueli Jäggi)                                                                     | 11   | Stuttgart                          | Walter Adler                                                                              | Walter Adler                         | SWR          | Jan. 2014        |
| 073 | Malina                                         | Felix Lenz (Matthias Leja) Georg Latotzke (Sönke Möhring)                                                                          | 5    | Hamm                               | Dirk Schmidt                                                                              | Claudia Johanna Leist                | WDR          | Feb. 2014        |
| 074 | Totentanz                                      | Michel Paquet (André Jung) Amelie Gentner (Brigitte Urhausen)                                                                      | 7    | Saarlouis                          | Madeleine Giese                                                                           | Stefan Dutt                          | SR           | März 2014        |
| 075 | Die Katze des Libanesen                        | Claudia Evernich (Marion Breckwoldt) Dr. Kurt Gröninger (Markus Meyer)                                                             | 7    | Bremen                             | John von Düffel                                                                           | Christiane Ohaus                     | Radio Bremen | Apr. 2014        |
| 076 | Wallfahrt                                      | Rudi Egger (Florian Karlheim) Senta Pollinger (Brigitte Hobmeier)                                                                  | 9    | Bruck am Inn (fiktiv)              | Robert Hültner                                                                            | Ulrich Lampen                        | BR           | Mai 2014         |
| 077 | Kurschatten                                    | Jost Fischer (Hilmar Eichhorn) Annika de Beer (Nele Rosetz)                                                                        | 7    | Magdeburg                          | Thilo Reffert                                                                             | Götz Fritsch                         | MDR          | Juni 2014        |
| 078 | Autsystem                                      | Alexander Polanski (Alexander Khuon)                                                                                               | 7    | Berlin                             | Tom Peuckert                                                                              | Nikolai von Koslowski                | rbb          | Juli 2014        |
| 079 | Calibra – oder: Die Geißel Gottes              | Felix Lenz (Matthias Leja) Scholz (Uwe Ochsenknecht) Georg Latotzke (Sönke Möhring)                                                | 6    | Hamm                               | Dirk Schmidt                                                                              | Claudia Johanna Leist                | WDR          | Aug. 2014        |
| 080 | Grauzone                                       | Nina Brändle (Karoline Eichhorn) Xaver Finkbeiner (Ueli Jäggi)                                                                     | 12   | Stuttgart                          | Katja Röder                                                                               | Walter Adler                         | SWR          | Sep. 2014        |
| 081 | Dancing Queen                                  | Nebe (Sebastian Blomberg) | 4    | Rotenburg an der Fulda             | Friedemann Schulz                                                                         | Thomas Wolfertz                      | hr           | Okt. 2014        |
| 082 | Stand der Dinge                                | Jac Garthmann (Martin Reinke) Bettina Breuer (Sandra Borgmann)                                                                     | 12   | Hamburg                            | Sabine Stein                                                                              | Sven Stricker                        | NDR          | Nov. 2014        |
| 083 | Winterliebe                                    | Rudi Egger (Florian Karlheim) Senta Pollinger (Brigitte Hobmeier)                                                                  | 10   | Bruck am Inn (fiktiv)              | Robert Hültner                                                                            | Ulrich Lampen                        | BR           | Dez. 2014        |
| 084 | Exit                                           | Felix Lenz (Matthias Leja) Scholz (Uwe Ochsenknecht) Georg Latotzke (Sönke Möhring)                                                | 7    | Hamm                               | Dirk Schmidt                                                                              | Claudia Johanna Leist                | WDR          | Jan. 2015        |
| 085 | Schenja                                        | Rudi Egger (Florian Karlheim) Senta Pollinger (Brigitte Hobmeier)                                                                  | 11   | Bruck am Inn (fiktiv)              | Robert Hültner                                                                            | Ulrich Lampen                        | BR           | Feb. 2015        |
| 086 | In fremder Erde                                | Michel Paquet (André Jung) Amelie Gentner (Brigitte Urhausen)                                                                      | 8    | Saarlouis                          | Erhard Schmied                                                                            | Stefan Dutt                          | SR           | März 2015        |
| 087 | Das Grab der kleinen Vögel                     | Jac Garthmann (Martin Reinke) Bettina Breuer (Sandra Borgmann)                                                                     | 13   | Hamburg                            | Elisabeth Herrmann                                                                        | Sven Stricker                        | NDR          | Apr. 2015        |
| 088 | Die Toten ruhen                                | Claudia Evernich (Marion Breckwoldt) Dr. Kurt Gröninger (Markus Meyer)                                                             | 8    | Bremen                             | John von Düffel                                                                           | Christiane Ohaus                     | Radio Bremen | Mai 2015         |
| 089 | Brändles Nichte                                | Nina Brändle (Karoline Eichhorn) Xaver Finkbeiner (Ueli Jäggi)                                                                     | 13   | Stuttgart                          | Hugo Rendler                                                                              | Mark Ginzler                         | SWR          | Juni 2015        |
| 090 | Seltene Erden                                  | Alexander Polanski (Alexander Khuon)                                                                                               | 8    | Berlin                             | Wolfgang Zander                                                                           | Nikolai von Koslowski                | rbb          | Juli 2015        |
| 091 | Menetekel                                      | Rudi Egger (Florian Karlheim) Senta Pollinger (Brigitte Hobmeier)                                                                  | 12   | Bruck am Inn (fiktiv)              | Robert Hültner                                                                            | Ulrich Lampen                        | BR           | Sep. 2015        |
| 092 | Ein blühendes Land                             | Jost Fischer (Hilmar Eichhorn) Annika de Beer (Nele Rosetz)                                                                        | 8    | Magdeburg                          | Thilo Reffert                                                                             | Götz Fritsch                         | MDR          | Okt. 2015        |
| 093 | Rote Wasser                                    | Nebe (Sebastian Blomberg) | 5    | Rotenburg an der Fulda             | Friedemann Schulz                                                                         | Thomas Wolfertz                      | hr           | Nov. 2015        |
| 094 | Queenie                                        | Jac Garthmann (Martin Reinke) Bettina Breuer (Sandra Borgmann)                                                                     | 14   | Hamburg                            | Sabine Stein                                                                              | Andrea Getto                         | NDR          | Dez. 2015        |
| 095 | Dead Link                                      | Felix Lenz (Matthias Leja) Scholz (Uwe Ochsenknecht)                                                                               | 8    | Hamm                               | Dirk Schmidt                                                                              | Claudia Johanna Leist                | WDR          | Jan. 2016        |
| 096 | Sterben kann jeder                             | Nina Brändle (Karoline Eichhorn) Xaver Finkbeiner (Ueli Jäggi)                                                                     | 14   | Stuttgart                          | Hugo Rendler                                                                              | Mark Ginzler                         | SWR          | Feb. 2016        |
| 097 | Warwer Sand                                    | Claudia Evernich (Marion Breckwoldt) Dr. Kurt Gröninger (Markus Meyer)                                                             | 9    | Bremen                             | John von Düffel                                                                           | Christiane Ohaus                     | Radio Bremen | März 2016        |
| 098 | Solo für Broschek                              | Jac Garthmann (Martin Reinke) | 15   | Hamburg                            | Sabine Stein                                                                              | Andrea Getto                         | NDR          | Apr. 2016        |
| 099 | Traumhochzeit                                  | Alexander Polanski (Alexander Khuon)                                                                                               | 9    | Berlin                             | Tom Peuckert                                                                              | Nikolai von Koslowski                | rbb          | Mai 2016         |
| 100 | Hundert von Hundert                            | Jost Fischer (Hilmar Eichhorn) Annika de Beer (Nele Rosetz)                                                                        | 9    | Magdeburg                          | Thilo Reffert                                                                             | Götz Fritsch                         | MDR          | Juni 2016        |
| 101 | Alt ist kalt                                   | Felix Lenz (Matthias Leja) Scholz (Uwe Ochsenknecht) Georg Latotzke (Sönke Möhring)                                                | 9    | Hamm                               | Dirk Schmidt                                                                              | Claudia Johanna Leist                | WDR          | Juli 2016        |
| 102 | Tod im Sechzehner                              | Nina Brändle (Karoline Eichhorn) Xaver Finkbeiner (Ueli Jäggi)                                                                     | 15   | Stuttgart                          | Katja Röder                                                                               | Alexander Schuhmacher                | SWR          | Aug. 2016        |
| 103 | Unten am Fluss                                 | Rudi Egger (Florian Karlheim) Senta Pollinger (Brigitte Hobmeier)                                                                  | 13   | Bruck am Inn (fiktiv)              | Robert Hültner                                                                            | Ulrich Lampen                        | BR           | Sep. 2016        |
| 104 | Die Liebe einer Leihmutter                     | Nebe (Sebastian Blomberg) | 6    | Rotenburg an der Fulda             | Friedemann Schulz                                                                         | Thomas Wolfertz                      | hr           | Okt. 2016        |
| 105 | Aladins Wunderlampe                            | Michel Paquet (André Jung) Amelie Gentner (Brigitte Urhausen)                                                                      | 9    | Saarlouis                          | Madeleine Giese                                                                           | Stefan Dutt                          | SR           | Nov. 2016        |
| 106 | Im Jahr des Affen                              | Bettina Breuer (Sandra Borgmann)                                                                                                   | 16   | Hamburg                            | Elisabeth Herrmann                                                                        | Sven Stricker                        | NDR          | Dez. 2016        |
| 107 | Ausgelöst                                      | Felix Lenz (Matthias Leja) Scholz (Uwe Ochsenknecht) Georg Latotzke (Sönke Möhring)                                                | 10   | Hamm                               | Dirk Schmidt                                                                              | Claudia Johanna Leist                | WDR          | Jan. 2017        |
| 108 | Volltreffer                                    | Nina Brändle (Karoline Eichhorn) Xaver Finkbeiner (Ueli Jäggi)                                                                     | 16   | Stuttgart                          | Hugo Rendler                                                                              | Alexander Schuhmacher                | SWR          | Feb. 2017        |
| 109 | Alles fließt                                   | Michel Paquet (André Jung) Amelie Gentner (Brigitte Urhausen)                                                                      | 10   | Saarlouis                          | Erhard Schmied                                                                            | Stefan Dutt                          | SR           | März 2017        |
| 110 | Nichts ist für immer                           | Bettina Breuer (Sandra Borgmann)                                                                                                   | 17   | Hamburg                            | Sabine Stein                                                                              | Andrea Getto                         | NDR          | Apr. 2017        |
| 111 | Toter Acker                                    | Rudi Egger (Florian Karlheim) Senta Pollinger (Brigitte Hobmeier)                                                                  | 14   | Bruck am Inn (fiktiv)              | Robert Hültner                                                                            | Ulrich Lampen                        | BR           | Mai 2017         |
| 112 | Personenschaden                                | Claudia Evernich (Marion Breckwoldt) Dr. Kurt Gröninger (Markus Meyer)                                                             | 10   | Bremen                             | John von Düffel                                                                           | Christiane Ohaus                     | Radio Bremen | Juni 2017        |
| 113 | Trauerfall                                     | Claudia Evernich (Marion Breckwoldt) Dr. Kurt Gröninger (Markus Meyer)                                                             | 11   | Bremen                             | John von Düffel                                                                           | Christiane Ohaus                     | Radio Bremen | Juli 2017        |
| 114 | Unantastbar                                    | Alexander Polanski (Alexander Khuon)                                                                                               | 10   | Berlin                             | Wolfgang Zander                                                                           | Nikolai von Koslowski                | rbb          | Aug. 2017        |
| 115 | Ende der Schonzeit                             | Nina Brändle (Karoline Eichhorn) Xaver Finkbeiner (Ueli Jäggi)                                                                     | 17   | Stuttgart                          | Hugo Rendler                                                                              | Alexander Schuhmacher                | SWR          | Sep. 2017        |
| 116 | Nein heißt Nein                                | Jost Fischer (Hilmar Eichhorn) Annika de Beer (Nele Rosetz)                                                                        | 10   | Magdeburg                          | Thilo Reffert                                                                             | Götz Fritsch                         | MDR          | Okt. 2017        |
| 117 | Die Weiße Frau                                 | Rudi Egger (Florian Karlheim) Senta Pollinger (Brigitte Hobmeier)                                                                  | 15   | Bruck am Inn (fiktiv)              | Robert Hültner                                                                            | Ulrich Lampen                        | BR           | Dez. 2017        |
| 118 | Paradise City (einstündige Version)            | Felix Lenz (Matthias Leja) Scholz (Uwe Ochsenknecht) Georg Latotzke (Sönke Möhring)                                                | 11   | Hamm u. v. a.                      | Dirk Schmidt                                                                              | Claudia Johanna Leist                | WDR          | Jan. 2018        |
| 118 | Paradise City (zweistündige Version)           | Felix Lenz (Matthias Leja) Scholz (Uwe Ochsenknecht) Georg Latotzke (Sönke Möhring)                                                | 11   | Hamm u. v. a.                      | Dirk Schmidt, John von Düffel, Madeleine Giese, Tom Peuckert, Thilo Reffert, Hugo Rendler | Claudia Johanna Leist                | WDR          | Jan. 2018        |
| 119 | Im Königreich Deutschland                      | Nina Brändle (Karoline Eichhorn) Xaver Finkbeiner (Ueli Jäggi)                                                                     | 18   | Stuttgart                          | Katja Röder                                                                               | Alexander Schuhmacher                | SWR          | Feb. 2018        |
| 120 | Lange Schatten                                 | Michel Paquet (André Jung) Amelie Gentner (Brigitte Urhausen)                                                                      | 11   | Saarlouis                          | Madeleine Giese                                                                           | Matthias Kapohl                      | SR           | März 2018        |
| 121 | Zweite Ernte                                   | Jac Garthmann (Martin Reinke) Justus Döring (Matthias Bundschuh)                                                                   | 18   | Hamburg                            | Sabine Stein                                                                              | Andrea Getto                         | NDR          | Apr. 2018        |
| 122 | Auf die Fresse                                 | Jost Fischer (Hilmar Eichhorn) Annika de Beer (Nele Rosetz) Caro Griem (Anne Müller)                                               | 11   | Magdeburg                          | Thilo Reffert                                                                             | Stefan Kanis                         | MDR          | Mai 2018         |
| 123 | Wut                                            | Alexander Polanski (Alexander Khuon) Lehmann (Steffen Scheumann)                                                                   | 11   | Berlin                             | Tom Peuckert                                                                              | Nikolai von Koslowski                | rbb          | Juni 2018        |
| 124 | Ronsdorf                                       | Felix Lenz (Matthias Leja) Scholz (Uwe Ochsenknecht) Georg Latotzke (Sönke Möhring)                                                | 12   | Hamm, Wuppertal                    | Dirk Schmidt                                                                              | Claudia Johanna Leist                | WDR          | Juli 2018        |
| 125 | Ein Gefühl von Sicherheit                      | Samira Afzizi (Marina Frenk) Pascal Decker (Sebastian Schwarz)                                                                     | 1    | Bremen                             | John von Düffel                                                                           | Christiane Ohaus                     | Radio Bremen | Aug. 2018        |
| 126 | Handicap 55                                    | Nina Brändle (Karoline Eichhorn) Xaver Finkbeiner (Ueli Jäggi)                                                                     | 19   | Stuttgart                          | Hugo Rendler                                                                              | Alexander Schuhmacher                | SWR          | Sep. 2018        |
| 127 | Rudi muss raus                                 | Rudi Egger (Florian Karlheim) Senta Pollinger (Brigitte Hobmeier)                                                                  | 16   | Bruck am Inn (fiktiv)              | Robert Hültner                                                                            | Ulrich Lampen                        | BR           | Okt. 2018        |
| 128 | Einen Moment nicht aufgepasst                  | Kommissar Haas (Felix von Manteuffel) Mitarbeiterin Felsenstein (Susanne Schäfer)                                                  | 1    | Frankfurt                          | Martin Mosebach                                                                           | Thomas Wolfertz                      | hr           | Nov. 2018        |
| 129 | Shanghaiallee                                  | Bettina Breuer (Sandra Borgmann) Justus Döring (Matthias Bundschuh)                                                                | 19   | Hamburg                            | Sabine Stein                                                                              | Andrea Getto                         | NDR          | Dez. 2018        |
| 130 | Cascabel                                       | Felix Lenz (Matthias Leja) Scholz (Uwe Ochsenknecht) Georg Latotzke (Sönke Möhring)                                                | 13   | Hamm                               | Dirk Schmidt                                                                              | Claudia Johanna Leist                | WDR          | Jan. 2019        |
| 131 | Plastik im Apfelgarten                         | Kommissar Haas (Felix von Manteuffel) Mitarbeiterin Felsenstein (Susanne Schäfer)                                                  | 2    | Frankfurt / Großauheim             | Martin Mosebach                                                                           | Thomas Wolfertz                      | hr           | Feb. 2019        |
| 132 | Der Schatz in der Taverne                      | Rudi Egger (Florian Karlheim) Senta Pollinger (Brigitte Hobmeier)                                                                  | 17   | Bruck am Inn (fiktiv)              | Robert Hültner                                                                            | Ulrich Lampen                        | BR           | März 2019        |
| 133 | Schwestern                                     | Nina Brändle (Karoline Eichhorn) Xaver Finkbeiner (Ueli Jäggi)                                                                     | 20   | Stuttgart                          | Hugo Rendler                                                                              | Alexander Schuhmacher                | SWR          | Apr. 2019        |
| 134 | Über die Dörfer                                | Michel Paquet (André Jung) Amelie Gentner (Brigitte Urhausen)                                                                      | 12   | Saarlouis                          | Erhard Schmied                                                                            | Matthias Kapohl                      | SR           | Mai 2019         |
| 135 | Auslöschung                                    | Jost Fischer (Hilmar Eichhorn) Annika de Beer (Nele Rosetz) Caro Griem (Anne Müller)                                               | 12   | Magdeburg                          | Thilo Reffert                                                                             | Stefan Kanis                         | MDR          | Juni 2019        |
| 136 | Projekt Paradies                               | Bettina Breuer (Sandra Borgmann) Justus Döring (Matthias Bundschuh)                                                                | 20   | Hamburg                            | Sabine Stein                                                                              | Andrea Getto                         | NDR          | Juli 2019        |
| 137 | Psychotrop                                     | Christian Wonder (Felix Kramer) Ariane Kruse (Margarita Breitkreiz)                                                                | 1    | Berlin                             | Tom Peuckert                                                                              | Kai Grehn                            | rbb          | Sep. 2019        |
| 138 | Mörder und Gespenster                          | Jaqueline Hosnicz (Bibiana Beglau) Jakob Rosenberg (Johannes Silberschneider)                                                      | 1    | München                            | Franz Dobler                                                                              | Ulrich Lampen                        | BR           | Okt. 2019        |
| 139 | Das letzte Bier war schlecht                   | Yelda Üncan (Aysima Ergün) Jonathan Brooks (Jeremy Mockridge)                                                                      | 1    | Bremen                             | Ben-Alexander Safier                                                                      | Janine Lüttmann                      | Radio Bremen | Nov. 2019        |
| 140 | Der dunkle Kongress                            | H. P. Anliker (Michael Neuenschwander)                                                                                             | 1    | Meiringen, CH (im Jahr 1891)       | Matthias Berger, Gion Mathias Cavelty, Lukas Holliger                                     | Susanne Janson                       | SRF          | Dez. 2019        |
| 141 | Deutschland hat keine Pferde mehr              | Felix Lenz (Matthias Leja) Georg Latotzke (Sönke Möhring) Ditters (Christine Prayon) Vorderbäumen (Hans Peter Hallwachs) letztmals | 14   | Hamm                               | Dirk Schmidt                                                                              | Claudia Johanna Leist                | WDR          | Jan. 2020        |
| 142 | Das dunkle Netz                                | Nina Brändle (Karoline Eichhorn) Xaver Finkbeiner (Ueli Jäggi)                                                                     | 21   | Stuttgart                          | Katja Röder                                                                               | Alexander Schuhmacher                | SWR          | Feb. 2020        |
| 143 | Wetterleuchten                                 | Michel Paquet (André Jung) Amelie Gentner (Brigitte Urhausen)                                                                      | 13   | Saarlouis                          | Madeleine Giese                                                                           | Matthias Kapohl                      | SR           | März 2020        |
| 144 | Der menschliche Faktor                         | Bettina Breuer (Sandra Borgmann)                                                                                                   | 21   | Hamburg                            | Sabine Stein                                                                              | Andrea Getto                         | NDR          | Apr. 2020        |
| 145 | Das dritte Ohr                                 | H. P. Anliker (Michael Neuenschwander)                                                                                             | 2    | Meiringen, CH (im Jahr 2020)       | Matthias Berger, Gion Mathias Cavelty, Lukas Holliger                                     | Susanne Janson                       | SRF          | Mai 2020         |
| 146 | Liebesinsel                                    | Christian Wonder (Felix Kramer) Ariane Kruse (Margarita Breitkreiz)                                                                | 2    | Berlin                             | Tom Peuckert                                                                              | Kai Grehn                            | rbb          | Juni 2020        |
| 147 | Wie, weiß keiner                               | Felix Lenz (Matthias Leja) Georg Latotzke (Sönke Möhring) Ditters (Christine Prayon)                                               | 15   | Hamm                               | Dirk Schmidt                                                                              | Claudia Johanna Leist                | WDR          | Aug. 2020        |
| 148 | Tote Mädchen ertrinken nicht                   | Yelda Üncan (Aysima Ergün) Jonathan Brooks (Jeremy Mockridge)                                                                      | 2    | Bremen                             | Ben-Alexander Safier                                                                      | Janine Lüttmann                      | Radio Bremen | Sep. 2020        |
| 149 | Die Liebe des Malers zum Modell                | Kommissar Haas (Felix von Manteuffel) Assistent Teschenmacher (Ole Lagerpusch)                                                     | 3    | Frankfurt                          | Martin Mosebach                                                                           | Leonhard Koppelmann, Thomas Wolfertz | hr           | Okt. 2020        |
| 150 | Bankraub und Gerechtigkeit                     | Jaqueline Hosnicz (Bibiana Beglau) Jakob Rosenberg (Johannes Silberschneider)                                                      | 2    | München                            | Franz Dobler                                                                              | Ulrich Lampen                        | BR           | Nov. 2020        |
| 151 | Erster Angriff                                 | Nancy Ritter (Maike Knirsch) | 1    | Lörben (fiktiv)                    | Dirk Laucke                                                                               | Stefan Kanis                         | MDR          | Dez. 2020        |
| 152 | Drei von Vier                                  | Felix Lenz (Matthias Leja) Georg Latotzke (Sönke Möhring) Ditters (Christine Prayon)                                               | 16   | Hamm                               | Dirk Schmidt                                                                              | Claudia Johanna Leist                | WDR          | Jan. 2021        |
| 153 | Sesam, schließe dich!                          | Kommissar Haas (Felix von Manteuffel) Assistent Teschenmacher (Ole Lagerpusch)                                                     | 4    | Frankfurt                          | Martin Mosebach                                                                           | Thomas Wolfertz                      | hr           | Feb. 2021        |
| 154 | Fischers Fritz                                 | Bettina Breuer (Sandra Borgmann)                                                                                                   | 22   | Hamburg                            | Sabine Stein                                                                              | Andrea Getto                         | NDR          | Apr. 2021        |
| 155 | Respekt                                        | Michel Paquet (André Jung) Amelie Gentner (Brigitte Urhausen)                                                                      | 14   | Saarlouis                          | Erhard Schmied                                                                            | Matthias Kapohl                      | SR           | Mai 2021         |
| 156 | Der letzte Trychler                            | H. P. Anliker (Michael Neuenschwander)                                                                                             | 3    | Meiringen, CH (im Jahr 2056)       | Matthias Berger, Gion Mathias Cavelty, Lukas Holliger                                     | Susanne Janson                       | SRF          | Juni 2021        |
| 157 | Sonntag                                        | Christian Wonder (Felix Kramer) Ariane Kruse (Margarita Breitkreiz)                                                                | 3    | Berlin                             | Tom Peuckert                                                                              | Kai Grehn                            | rbb          | Juli 2021        |
| 158 | Du hast mich nie geliebt                       | Nina Brändle (Karoline Eichhorn) Xaver Finkbeiner (Ueli Jäggi)                                                                     | 22   | Stuttgart                          | Hugo Rendler                                                                              | Alexander Schuhmacher                | SWR          | Aug. 2021        |
| 159 | Der letzte Swipe                               | Yelda Üncan (Aysima Ergün) Jonathan Brooks (Jeremy Mockridge)                                                                      | 3    | Bremen                             | Ben-Alexander Safier                                                                      | Janine Lüttmann                      | Radio Bremen | Sep. 2021        |
| 160 | Schlachten und zerlegen                        | Nancy Ritter (Maike Knirsch) | 2    | Lörben (fiktiv)                    | Dirk Laucke                                                                               | Stefan Kanis                         | MDR          | Okt. 2021        |
| 161 | Nur Du                                         | Bettina Breuer (Sandra Borgmann)                                                                                                   | 23   | Hamburg                            | Sabine Stein                                                                              | Andrea Getto                         | NDR          | Nov. 2021        |
| 162 | Killer und Kollegen                            | Jaqueline Hosnicz (Bibiana Beglau) Jakob Rosenberg (Johannes Silberschneider)                                                      | 3    | München                            | Franz Dobler                                                                              | Ulrich Lampen                        | BR           | Dez. 2021        |
| 163 | Fette Beute                                    | Felix Lenz (Matthias Leja) Georg Latotzke (Sönke Möhring) Ditters (Christine Prayon)                                               | 17   | Hamm                               | Dirk Schmidt                                                                              | Claudia Johanna Leist                | WDR          | Jan. 2022        |
| 164 | Terrorvögel                                    | Anima King (Janina Fautz) | 1    | Landau i. d. Pfalz                 | Monika Geier                                                                              | Maidon Bader                         | SWR          | März 2022        |
| 165 | Im Dunkeln                                     | Michel Paquet (André Jung) Amelie Gentner (Brigitte Urhausen)                                                                      | 15   | Saarlouis                          | Madeleine Giese                                                                           | Matthias Kapohl                      | SR           | Apr. 2022        |
| 166 | Der Tod des schwarzen Witwers                  | Kommissar Haas (Felix von Manteuffel) Assistent Teschenmacher (Ole Lagerpusch)                                                     | 5    | Frankfurt                          | Martin Mosebach                                                                           | Thomas Wolfertz                      | hr           | Mai 2022         |
| 167 | Freiheit                                       | Christian Wonder (Felix Kramer) Ariane Kruse (Margarita Breitkreiz)                                                                | 4    | Berlin                             | Tom Peuckert                                                                              | Kai Grehn                            | rbb          | Juni 2022        |
| 168 | Teufel, komm raus!                             | Anima King (Janina Fautz) | 2    | Landau i. d. Pfalz                 | Monika Geier                                                                              | Uta-Maria Heim                       | SWR          | Juli 2022        |
| 169 | Ramsch                                         | Nancy Ritter (Maike Knirsch) | 3    | Lörben (fiktiv)                    | Dirk Laucke                                                                               | Stefan Kanis                         | MDR          | Aug. 2022        |
| 170 | Im Tunnel                                      | Bettina Breuer (Sandra Borgmann) Justus Döring (Matthias Bundschuh)                                                                | 24   | Hamburg                            | Sabine Stein                                                                              | Andrea Getto                         | NDR          | Sep. 2022        |
| 171 | Kein Koks für niemand                          | Yelda Üncan (Aysima Ergün) Jonathan Brooks (Jeremy Mockridge)                                                                      | 4    | Bremen                             | Ben-Alexander Safier                                                                      | Janine Lüttmann                      | Radio Bremen | Okt. 2022        |
| 172 | Abendland und Untergang                        | Jaqueline Hosnicz (Bibiana Beglau) Jakob Rosenberg (Johannes Silberschneider)                                                      | 4    | München                            | Franz Dobler                                                                              | Ulrich Lampen                        | BR           | Nov. 2022        |
| 173 | Mord im Outlog                                 | Laura Martini (Karin Pfammatter)                                                                                                   | 1    | Freinau, CH (fiktiv, im Jahr 2056) | Dominik Bernet                                                                            | Mark Ginzler                         | SRF          | Dez. 2022        |
| 174 | Frau mit gelbem Barett                         | Kommissar Haas (Felix von Manteuffel) Assistent Teschenmacher (Ole Lagerpusch)                                                     | 6    | Frankfurt / Offenbach              | Martin Mosebach                                                                           | Thomas Wolfertz Leonhard Koppelmann  | hr           | Jan. 2023        |
| 175 | Gute Dinge haben viele Besitzer                | Felix Lenz (Matthias Leja) Georg Latotzke (Sönke Möhring) Ditters (Christine Prayon)                                               | 18   | Hamm                               | Dirk Schmidt                                                                              | Claudia Johanna Leist                | WDR          | März 2023        |
| 176 | Bombensache                                    | Yelda Üncan (Aysima Ergün) Jonathan Brooks (Jeremy Mockridge)                                                                      | 5    | Bremen                             | Janine Lüttmann, Ben-Alexander Safier                                                     | Janine Lüttmann                      | Radio Bremen | Apr. 2023        |
| 177 | Return to Sender                               | Laura Martini (Karin Pfammatter)                                                                                                   | 2    | Freinau, CH (fiktiv, im Jahr 2056) | Dominik Bernet                                                                            | Mark Ginzler                         | SRF          | Mai 2023         |
| 178 | Gift                                           | Christian Wonder (Felix Kramer) Ariane Kruse (Margarita Breitkreiz)                                                                | 5    | Berlin                             | Tom Peuckert                                                                              | Kai Grehn                            | rbb          | Juni 2023        |
| 179 | Nacht der vergessenen Sterne                   | Anima King (Janina Fautz) | 3    | Landau i. d. Pfalz                 | Friedrich Ani                                                                             | Maidon Bader                         | SWR          | Juli 2023        |
| 180 | Seelenfeuer                                    | Yanina Adler (Julia Gräfner) | 1    | München                            | Su Turhan                                                                                 | Ulrich Lampen                        | BR           | Aug. 2023        |
| 181 | Auserwählt                                     | Nancy Ritter (Maike Knirsch) | 4    | Lörben (fiktiv)                    | Dirk Laucke                                                                               | Anne Osterloh                        | MDR          | Sep. 2023        |
| 182 | Dein Freund und Helfer                         | Michel Paquet (André Jung) Amelie Gentner (Brigitte Urhausen)                                                                      | 16   | Saarlouis                          | Erhard Schmied                                                                            | Matthias Kapohl                      | SR           | Okt. 2023        |
| 183 | Geschlossene Gesellschaft                      | Jules Dombrowski (Hanna Plaß) Philipp von Treuenfels (David Vormweg) Gina Scarafilo (Nina Kronjäger)                               | 1    | Verden an der Aller                | Simone Buchholz                                                                           | Eva Solloch                          | NDR          | Nov. 2023        |
| 184 | Laim, mon amour                                | Yanina Adler (Julia Gräfner) | 2    | München                            | Katja Röder                                                                               | Ulrich Lampen                        | BR           | Dez. 2023        |
| 185 | Totbeten                                       | Kommissar Haas (Felix von Manteuffel) Assistent Teschenmacher (Ole Lagerpusch)                                                     | 7    | Frankfurt                          | Martin Mosebach                                                                           | Leonhard Koppelmann                  | hr           | Jan. 2024        |
| 186 | Bomber                                         | Jules Dombrowski (Hanna Plaß) Philipp von Treuenfels (David Vormweg) Gina Scarafilo (Nina Kronjäger)                               | 2    | Verden an der Aller                | Simone Buchholz                                                                           | Eva Solloch                          | NDR          | Feb. 2024        |
| 187 | Nase um Nase                                   | Felix Lenz (Matthias Leja) Georg Latotzke (Sönke Möhring) Ditters (Christine Prayon) Scholz (Uwe Ochsenknecht)                     | 19   | Hamm                               | Dirk Schmidt                                                                              | Claudia Johanna Leist                | WDR          | März 2024        |
| 188 | Shikimicki                                     | Laura Martini (Karin Pfammatter)                                                                                                   | 3    | Freinau, CH (im Jahr 2056)         | Dominik Bernet                                                                            | Mark Ginzler                         | SRF          | Mai 2024         |
| 189 | Tough                                          | Christian Wonder (Felix Kramer) Ariane Kruse (Margarita Breitkreiz)                                                                | 6    | Berlin                             | Tom Peuckert                                                                              | Kai Grehn                            | rbb          | Juni 2024        |
| 190 | Zu heiß gewaschen                              | Yelda Üncan (Aysima Ergün) Jonathan Brooks (Jeremy Mockridge)                                                                      | 6    | Bremen                             | Janine Lüttmann, Ben-Alexander Safier                                                     | Janine Lüttmann                      | Radio Bremen | Juli 2024        |
| 191 | Weltentrunk                                    | Yanina Adler (Julia Gräfner) | 3    | München                            | Su Turhan                                                                                 | Ulrich Lampen                        | BR           | Aug. 2024        |
| 192 | Keine fünf Minuten                             | Felix Lenz (Matthias Leja) Georg Latotzke (Sönke Möhring) Ditters (Christine Prayon) Scholz (Uwe Ochsenknecht)                     | 20   | Hamm                               | Dirk Schmidt                                                                              | Claudia Johanna Leist                | WDR          | Sep. 2024        |
| 193 | Mein Schatz                                    | Michel Paquet (André Jung) Amelie Gentner (Brigitte Urhausen)                                                                      | 17   | Saarlouis                          | Madeleine Giese                                                                           | Matthias Kapohl                      | SR           | Okt. 2024        |
| 194 | Lädiert                                        | Nancy Ritter (Maike Knirsch) | 5    | Lörben (fiktiv)                    | Dirk Laucke                                                                               | Anne Osterloh                        | MDR          | Nov. 2024        |
| 195 | Dillinger muss sterben                         | Anima King (Janina Fautz) | 4    | Landau i. d. Pfalz                 | Monika Geier                                                                              | Alexander Schuhmacher                | SWR          | Dez. 2024        |
| 196 | Ein Toter im Goldfischteich                    | Kommissar Haas (Felix von Manteuffel) Assistent Teschenmacher (Ole Lagerpusch)                                                     | 8    | Frankfurt                          | Martin Mosebach                                                                           | Leonhard Koppelmann                  | hr           | Jan. 2025        |
| 197 | Karambolage                                    | Yanina Adler (Julia Gräfner) | 4    | München                            | Su Turhan                                                                                 | Ulrich Lampen                        | BR           | März 2025        |
| 198 | Das regelt der Markt                           | Jules Dombrowski (Hanna Plaß) Philipp von Treuenfels (David Vormweg) Gina Scarafilo (Nina Kronjäger)                               | 3    | Verden an der Aller                | Simone Buchholz                                                                           | Eva Solloch                          | NDR          | Apr. 2025        |
| 199 | Brot weint                                     | Laura Martini (Karin Pfammatter)                                                                                                   | 4    | Freinau, CH (im Jahr 2056)         | Dominik Bernet                                                                            | Mark Ginzler                         | SRF          | Mai 2025         |
| 200 | Allein                                         | Christian Wonder (Felix Kramer) Ariane Kruse (Margarita Breitkreiz)                                                                | 7    | Berlin                             | Tom Peuckert                                                                              | Kai Grehn                            | rbb          | Juni 2025        |
| 201 | Skandalon                                      | Felix Lenz (Matthias Leja) Georg Latotzke (Sönke Möhring) Ditters (Christine Prayon) Scholz (Uwe Ochsenknecht)                     | 21   | Hamm                               | Dirk Schmidt                                                                              | Claudia Johanna Leist                | WDR          | Juli 2025        |
| 202 | Ausgehöhlt                                     | Nancy Ritter (Maike Knirsch) | 6    | Lörben (fiktiv)                    | Dirk Laucke                                                                               | Anne Osterloh                        | MDR          | Aug. 2028        |

## Wiederholungen
Nicht jeden Monat wurde eine neue Folge gesendet. Wiederholt wurden:
- Im Januar 2012, zwischen Folge 48 und 49, die Folge 7 Mordlauf vom Juli 2008
- Im August 2015, zwischen Folge 90 und 91, die Folge 55 Baginsky vom August 2012
- Im November 2017, zwischen Folge 116 und 117, die Folge 46 Abschaum vom Oktober 2011
- Im August 2019, zwischen Folge 136 und 137, die Folge 73 Malina vom Februar 2014
- Im Juli 2020, zwischen Folge 146 und 147, die Folge 66 Väter und Töchter vom Juli 2013
- Im März 2021, zwischen Folge 153 und 154, die Folge 27 Finkbeiners Geburtstag vom März 2010
- Im Februar 2022, zwischen Folge 163 und 164, die Folge 136 Projekt Paradies vom Juli 2019
- Im Februar 2023, zwischen Folge 174 und 175, die Folge 120 Lange Schatten vom März 2018
- Im April 2024, zwischen Folge 187 und 188, die Folge 137 Psychotrop vom September 2019
- Im Februar 2025, zwischen Folge 196 und 197, die Folge 119 Im Königreich Deutschland von Februar 2018

Zum 15-jährigen Jubiläum wurden 2023 folgende Sendungen wiederholt:
- Januar 2023, Folge 1 Der Emir vom Januar 2008
- Februar 2023, Folge 2 Schöne Aussicht vom Februar 2008
- März 2023, Folge 27 Finkbeiners Geburtstag vom März 2010
- April 2023, Folge 43 Dreizehn vom Juli 2011
- Mai 2023, Folge 28 rot ist tot vom April 2010
- Juni 2023, Folge 121 Zweite Ernte vom April 2018
- Juli 2023, Folge 104 Die Liebe einer Leihmutter vom Oktober 2016
- August 2023, Folge 109 Alles fließt vom März 2017
- September 2023, Folge 148 Tote Mädchen ertrinken nicht vom September 2020
- Oktober 2023, Folge 53 Touristen vom Juni 2012
- November 2023, Folge 81, Dancing Queen vom Oktober 2014
- Dezember 2023, ursprünglich außerhalb der Radio-Tatort Reihe ausgestrahlt, Task Force Hamm vom Oktober 2010

## Weitere
Der erste Fall des Ermittlerteams „Task Force Hamm“ wurde in Kooperation von WDR 5 und Mord am Hellweg produziert und außerhalb der Radio-Tatort Reihe ausgestrahlt. 2022 wurde ein Task Force Hamm Spezial gesendet.
| Nr. | Name der Folge | Ermittler (Sprecher) | Autor        | Regie                 | Produzent | Erstausstrahlung |
| --- | --- | --- | ------------ | --------------------- | --------- | ---------------- |
| -   | Task Force Hamm | Scholz (Uwe Ochsenknecht) Vorderbäumen (Hans Peter Hallwachs) Georg Latotzke (Sönke Möhring) Martin Ditters (Matthias Brandt) | Dirk Schmidt | Petra Feldhoff        | WDR       | 30. Okt. 2010    |
| -   | Task Force Hamm Spezial 1 Quick and dirty – Ditters’ Großreinemachen im Verhörraum 2 Pizza Connection – Unangenehmer Lieferservice für Lenz 3 Nightfly – Latotzkes Mitternachtsradio mit fatalen Folgen | Cornelia Ditters (Christine Prayon) Felix Lenz (Matthias Leja) Georg Latotzke (Sönke Möhring)                                 | Dirk Schmidt | Claudia Johanna Leist | WDR       | 19. Aug. 2022    |